# 시미즈 레이코
시미즈 레이코(清水玲子, 1963년 3월 26일 ~)는 일본의 만화가이다. 효고현에서 태어나 구마모토현 구마모토시에서 자랐다. 1983년 하쿠센샤의 잡지 LaLa로 데뷔했다. 2002년 월광천녀로 제47회 쇼가쿠칸 만화상을 수상했다. 대표작으로는 《달의 아이》, 《월광천녀》, 《비밀 The Top Secret》 등이 있다.